# Bałtycka Liga Koszykówki
Bałtycka Liga Koszykówki (oficjalny skrót BBL) – liga koszykarska powstała w 2004 roku. 
Do sezonu 2012/2013 liga dzieliła się na dwie rozgrywki "Elite Division" i "Challenge Cup" 10 najlepszych drużyn grało w Elite Division a pozostałe w Challenge Cup. Ostatni zespół z Elite Division spadał do Challenge Cup, a pierwszy zespół z Challenge Cup awansował do Elite Division. Zespół z 9 miejsca Elite Division i 2 miejsca Challenge Cup walczyły w barażu o miejsce w Elite Division.

## Zmiany w sezonie 2012/2013
Od sezonu 2012/2013 zmieniła się formuła rozgrywek  i sezon dzieli się na trzy etapy. Pierwszy etap (sezon zasadniczy) składa się z trzech grup po 6 zespołów i jedną grupą z pięcioma zespołami, awansują 4 najlepsze zespoły z każdej grupy. Etap drugi jest podobny do etapu Top 16 z Eurocup tzn. składa się z czterech grup po cztery zespoły, razem 16 zespołów. Awansują po dwa najlepsze zespoły z każdej grupy. Trzeci etap to nic innego niż faza Play-offs. Nic się za to nie zmieniło z formułą BBL Cup który jest rozgrywany przed każdym sezonem, a udział w nim biorą mistrz Litwy, Łotwy, Estonii i jeden finalista z poprzednich rozgrywek BBL Cup. Po tych zmianach z rozgrywek wycofały się zespoły takie jak: Žalgiris Kowno, Lietuvos Rytas Wilno, BK VEF Ryga i KK Neptūnas.

## Zespoły w sezonie 2014/2015
| Grupa A               | Barons kvartāls      | Riga, Łotwa        | Daugavas Sporta Nams          | Mārtiņš Gulbis       |
| Grupa A               | Jūrmala              | Jūrmala, Łotwa     | Taurenītis                    | Arnis Vecvagars      |
| Grupa A               | Kalev/Cramo          | Tallinn, Estonia   | Tallinn Arena                 | Alar Varrak          |
| Grupa A               | Pärnu                | Pärnu, Estonia     | Pärnu Spordihall              | Mait Käbin           |
| Grupa A               | Pieno žvaigždės      | Pasvalys, Litwa    | Pieno žvaigždės Arena         | Rimas Endrijaitis    |
| Grupa A               | Tampereen Pyrintö    | Tampere, Finlandia | Pyynikin Palloiluhalli        | Pieti Poikola        |
| Grupa B               | Jēkabpils            | Jēkabpils, Łotwa   | Jēkabpils Sporta nams         | Edmunds Valeiko      |
| Grupa B               | Valmiera             | BK Valmiera, Łotwa | Vidzemes Olimpiskais centrs   | Artūrs Štālbergs     |
| Grupa B               | TLÜ/Kalev            | Tallinn, Estonia   | Kalevi Spordihall             | Kalle Klandorf       |
| Grupa B               | Valga/Maks & Moorits | Valga, Estonia     | Valga Spordihoone             | Varis Krūmiņš        |
| Grupa B               | Lietkabelis          | Poniewież, Litwa   | Cido Arena                    | Algirdas Milonas     |
| Grupa B               | Prienai              | Prienai, Litwa     | Prienai Arena                 | Virginijus Šeškus    |
| Grupa B               | TTÜ                  | Tallinn, Estonia   | TTÜ Spordihall                | Heino Lill           |
| Grupa C               | Liepāja/Triobet      | Liepāja, Łotwa     | Liepājas Olimpiskais centrs   | Uvis Helmanis        |
| Grupa C               | Rakvere Tarvas       | Rakvere, Estonia   | Rakvere Spordihall            | Andres Sõber         |
| Grupa C               | TYCO Rapla           | Rapla, Estonia     | Sadolini Spordihoone          | Aivar Kuusmaa        |
| Grupa C               | Juventus             | Utena, Litwa       | Utena's Arena                 | Virginijus Sirvydis  |
| Grupa C               | Nevėžis              | Kėdainiai, Litwa   | Kėdainiai Arena               | Gintaras Leonavičius |
| Grupa C               | Dinamo Moskwa        | Moscow, Rosja      | Krylatskoe Sport Palace       | vacant               |
| Zaczynali od playoffs | Šiauliai             | Šiauliai, Litwa    | Šiauliai Arena                | Gediminas Petrauskas |
| Zaczynali od playoffs | Tartu Ülikool/Rock   | Tartu, Estonia     | Sporthall of Tartu University | Gert Kullamäe        |
| Zaczynali od playoffs | Ventspils            | Ventspils, Łotwa   | Ventspils Olympic Center      | Roberts Štelmahers   |

## Zwycięzcy Elite Division
| Sezon     | Zwycięzca            | Finalista            | 1 mecz | 2 mecz | W mieście/miastach |
| --------- | -------------------- | -------------------- | ------ | ------ | ------------------ |
| 2004/2005 | Žalgiris Kowno       | Lietuvos Rytas Wilno | 64–60  | –––    | Wilno              |
| 2005/2006 | Lietuvos Rytas Wilno | Žalgiris Kowno       | 86–74  | –––    | Tallinn            |
| 2006/2007 | Lietuvos Rytas Wilno | Žalgiris Kowno       | 81–77  | –––    | Ryga               |
| 2007/2008 | Žalgiris Kowno       | Lietuvos Rytas Wilno | 86–84  | –––    | Szawle             |
| 2008/2009 | Lietuvos Rytas Wilno | Žalgiris Kowno       | 97–74  | –––    | Tartu              |
| 2009/2010 | Žalgiris Kowno       | Lietuvos Rytas Wilno | 73–66  | –––    | Wilno              |
| 2010/2011 | Žalgiris Kowno       | VEF Ryga             | 75–67  | –––    | Kowno              |
| 2011/2012 | Žalgiris Kowno       | Lietuvos Rytas Wilno | 74–70  | –––    | Szawle             |
| 2012/2013 | BK Windawa           | Prienų Preny         | 91–69  | 70–73  | Preny i Windawa    |
| 2013/2014 | BC Szawle            | Prienų Preny         | 62–57  | 78–66  | Preny i Szawle     |
| 2014/2015 | BC Szawle            | BK Windawa           | 68–70  | 88–80  | Preny i Windawa    |
| 2015/2016 | BC Szawle            | Tartu Ülikool/Rock   | 74–81  | 102–76 | Tartu i Szawle     |
| 2016/2017 | Vytautas             | Pieno žvaigždės      | 85–88  | 89–74  | Preny i Poswol     |

## Zwycięzcy Challenge Cup
| Sezon     | Zwycięzca             | Finalista      | 1 mecz | 2 mecz | W mieście           |
| --------- | --------------------- | -------------- | ------ | ------ | ------------------- |
| 2007/2008 | Nevėžis Kiejdany      | VEF Ryga       | 81–68  | –      | Ryga                |
| 2008/2009 | Sakalai Wilno         | VEF Ryga       | 84–77  | –      | Uciana              |
| 2009/2010 | Dolphins Norrköping   | Prienų Preny   | 77–87  | 107–72 | Preny & Norrköping  |
| 2010/2011 | Juventus Uciana       | Baltai Kowno   | 87–81  | 89–72  | Kowno & Uciana      |
| 2011/2012 | Lietkabelis Poniewież | Tarvas Rakvere | 89–74  | 71–82  | Rakvere & Poniewież |

## Zwycięzcy BLL Cup
| Rok  | Zwycięzca            | Finalista            | Wynik         | W mieście     |
| ---- | -------------------- | -------------------- | ------------- | ------------- |
| 2008 | Lietuvos Rytas Wilno | Barons Kvartāls Ryga | 80–78         | Ryga          |
| 2009 | Žalgiris Kowno       | Lietuvos Rytas Wilno | 83–78         | Kowno         |
| 2010 | Ülikool/Rock Tartu   | Lietuvos Rytas Wilno | 61–57         | Tartu         |
| 2011 | VEF Ryga             | Ülikool/Rock Tartu   | 95–69         | Tartu         |
| 2012 | Tarvas Rakvere       | Lauvas Lipawa        | 80–71         | Rakvere       |
| 2013 | Nevėžis              | Ülikool/Rock Tartu   | 82–64         | Kiejdany      |
| 2014 | Lipawa/Triobet       | Ülikool/Rock Tartu   | 74–61         | Lipawa        |
| 2015 | nie rozegrano        | nie rozegrano        | nie rozegrano | nie rozegrano |
| 2016 | Valmiera/ORDO        | Ventspils            | 66–64         | Valmiera      |

## Nagrody

### MVP sezonu
- 2004/2005 -  Tanoka Beard        - (Žalgiris Kowno)
- 2005/2006 -  Dariusz Ławrynowicz - (Žalgiris Kowno)
- 2006/2007 -  Travis Reed         - (Kalev/Cramo Tallinn)
- 2007/2008 -  Vladimir Štimac     - (BK Valmiera)
- 2008/2009 -  Paulius Jankūnas    - (Žalgiris Kowno)
- 2009/2010 -  Alex Renfroe        - (VEF Ryga)
- 2010/2011 -  Arciom Parachoŭski  - (VEF Ryga)
- 2011/2012 -  Valdas Vasylius     - (Šiaulių Szawle)
- 2012/2013 -  Gediminas Orelik    - (Prienų Preny)
- 2013/2014 -  Travis Leslie    - (BC Szawle)

### MVP finałów
- 2004/05 –  Tanoka Beard – (Žalgiris Kowno)
- 2005/06 –  Fred House – Lietuvos Rytas
- 2006/07 –  Kareem Rush – Lietuvos Rytas
- 2007/08 –  DeJuan Collins – (Žalgiris Kowno)
- 2008/09 –  Chuck Eidson – Lietuvos Rytas
- 2009/10 –  Marcus Brown – (Žalgiris Kowno)
- 2010/11 –  Tadas Klimavičius – (Žalgiris Kowno)
- 2011/12 –  Mantas Kalnietis – (Žalgiris Kowno)
- 2012/13 –  Jānis Timma – (Ventspils)
- 2013/14 –  Travis Leslie – (BC Szawle)
- 2014/15 –  Gintaras Leonavičius (BC Szawle)
- 2015/16 –  Rokas Giedraitis (BC Szawle)
- 2016/17 –  Tomas Delininkaitis (BC Vytautas)

## Liderzy statystyczni
Statystyki uwzględniają dane z sezonu zasadniczego oraz play-off

### Punkty
| - 2004–05 Jason Coleman (Liepaja): 25 (14 gier) - 2005–06 Akselis Vairogs (Valmiera): 20,9 (31) - 2006–07 Travis Reed (Kalev/Cramo): 19,93 (29) - 2007–08 Travis Reed (Kalev/Cramo): 17,39 (18) - 2008–09 Ingus Bankevics (Valmiera): 19,61 (18) - 2009–10 - Josh Akognon (Kalev/Cramo): 19,53 (15) - 2010–11 Bambale Osby (TTÜ/Kalev): 18,64 (22) - 2011–12 Denzel Bowles (Šiauliai): 19,33 (12) - 2012–13 Reimo Tamm (Rakvere Tarvas): 18,06 (18) - 2013–14 Jānis Kaufmanis (Valmiera): 19,5 (14) - 2014–15 Brandis Raley-Ross (Rakvere Tarvas): 21,18 (11) - 2015–16 Andrew Warren (Pärnu Sadam): 25,57 (7) |

### Zbiórki
| - 2004–05 Duke Freeman-McKamey (Poniewież): 13,22 (9 gier) - 2005–06 Dariusz Ławrynowicz (Žalgiris): 9,87 (31) - 2006–07 A.J. Bramlett (ASK Rīga): 8,38 (21) - 2007–08 Vladimir Štimac (Valmiera): 10,95 (20) - 2008–09 Tanoka Beard (Tartu Ülikool/Rock): 9,26 (23) - 2009–10 Alex Renfroe (VEF Rīga): 7,24 (21) - 2010–11 Bambale Osby (TTÜ/Kalev): 11,95 (22) - 2011–12 David James McClure (Kedainiai/Triobet): 9,28 (18) - 2012–13 Tyler Cain (Barons kvartāls): 11,43 (14) - 2013–14 Joakim Kjellbom (Norrköping Dolphins): 9,69 (16) - 2014–15 Ronaldas Rutkauskas (KK Pärnu): 10,44 (9) - 2015–16 Stephan Zack (Liepaja/Triobet): 11 (12) |

### Asysty
| - 2004–05 Raimonds Gabrāns (Bumerangs/Gulbene/ASK): 6,38 (16 gier) - 2005–06 Raimonds Gabrāns (Bumerangs/Gulbene/ASK): 5,19 (32) - 2006–07 Tomas Gaidamavičius (Poniewież): 4,58 (24) - 2007–08 Curtis Nash (Valmiera): 4,18 (11) - 2008–09 Giorgi Tsintsadze (Tartu Ülikool/Rock): 5,09 (23) - 2009–10 Charron Fisher (Kalev/Cramo): 8.79 (14) - 2010–11 Evaldas Dainys (Rūdupis): 5,25 (16) - 2011–12 Rashaun Broadus (Šiauliai): 4,39 (23) - 2012–13 Augustas Pečiukevičius (KK Pärnu): 5,71 (14) - 2013–14 Rinalds Sirsniņš (Jēkabpils): 4,83 (12) - 2014–15 Nikos Gikas (Ventspils): 5,88 (8) - 2015–16 Rait-Riivo Laane (TTÜ KK): 6,58 (12) |